# 冨岡淳広
冨岡 淳広（とみおか あつひろ、1967年11月25日 - ）は、日本の脚本家。日本脚本家連盟会員。新潟県出身。

## 人物
主にアニメの脚本、シリーズ構成を中心に担当している。その多くにサブライターとして神山修一、福嶋幸典、三浦浩児、北条千夏などを起用している。
脚本家の永原秀一に師事し、大学在学中、同じ永原門下の平野靖士がシリーズ構成を務める『勇者エクスカイザー』でデビュー。その後、3年半ほどバラエティ番組の現場を経験した後、アニメ制作会社・OLMのスタッフと知り合い、『モジャ公』を皮切りに同社の作品に多数参加していくこととなる。子供向けアニメのシリーズ構成を多く務めた経験を持ち、過去には『イナズマイレブン』シリーズや『バトルスピリッツ』シリーズ、『ポケットモンスター』シリーズ（『DP』から『XY』および『めざせポケモンマスター』）を担当した。

### エピソード
- 少年時代は刑事ドラマや時代劇に熱中し、上京後に弟子入りしたのが『大都会』『蘇える金狼』などの脚本を手掛けた永原秀一だった。デビュー直後にスランプに陥り、『モジャ公』で再起するまでの3年余りの間も永原から指導を受け続け、酒の飲み方なども教えられたという[3]。
- 2009年10月26日放送の『ペット百科』に飼い猫と共に出演している。

## 参加作品

### テレビアニメ
1991年
- 勇者エクスカイザー（脚本）
- 太陽の勇者ファイバード（脚本）

1995年
- モジャ公（1995年 - 1997年、脚本）

1997年
- EAT-MAN（脚本）
- ポケットモンスター（1997年 - 2002年、脚本）
- ネクスト戦記EHRGEIZ（シリーズ構成・脚本）
- 剣風伝奇ベルセルク（1997年 - 1998年、脚本）

1998年
- AWOL -Absent Without Leave-（シリーズ構成・脚本）
- ああっ女神さまっ 小っちゃいって事は便利だねっ（1998年 - 1999年、脚本）
- EAT-MAN'98（脚本）

1999年
- ゴクドーくん漫遊記（シリーズ構成・脚本）
- 逮捕しちゃうぞ Special（脚本）
- 仙界伝 封神演義（脚本）
- ジバクくん（1999年 - 2000年、シリーズ構成・脚本）
- ビックリマン2000（1999年 - 2001年、シリーズ構成・脚本）

2000年
- とっとこハム太郎（脚本）
- ヴァンドレッド（シリーズ構成・脚本）

2001年
- グラップラー刃牙（シリーズ構成・脚本）
- 魔法少女猫たると（脚本）
- FF：U 〜ファイナルファンタジー:アンリミテッド〜（2001年 - 2002年、シリーズ構成・脚本）
- ヴァンドレッド the second stage（2001年 - 2002年、シリーズ構成・脚本）
- テニスの王子様（2001年 - 2003年、シリーズ構成（76話 - 101話）・脚本）
- ヒカルの碁（2001年 - 2003年、脚本）
- ポケットモンスタークリスタル ライコウ雷の伝説（脚本）

2002年
- 超重神グラヴィオン（脚本）
- ポケットモンスター サイドストーリー（脚本）
- ポケットモンスター アドバンスジェネレーション（2002年 - 2006年、脚本）

2003年
- コロッケ!（2003年 - 2005年、シリーズ構成・脚本）
- E'S OTHERWISE（脚本）
- LAST EXILE（脚本）
- グリーングリーン（シリーズ構成・脚本）
- クロノクルセイド（2003年 - 2004年、シリーズ構成・脚本）

2004年
- モンキーターン/モンキーターンV（シリーズ構成・脚本）
- SAMURAI 7（シリーズ構成・脚本）
- ネポス・ナポス（脚本）

2005年
- ギャラリーフェイク（脚本）
- トリニティ・ブラッド（シリーズ構成・脚本）

2006年
- まじめにふまじめ かいけつゾロリ（2006年 - 2007年、脚本）
- 魔界戦記ディスガイア（シリーズ構成・脚本）
- RAY THE ANIMATION（シリーズ構成・脚本）
- 西の善き魔女 Astraea Testament（シリーズ構成・脚本）
- ガラスの艦隊（脚本）
- ポケットモンスター ダイヤモンド&パール（2006年 - 2010年、シリーズ構成・脚本・クイズ作成協力）
- パンプキン・シザーズ（2006年 - 2007年、シリーズ構成・脚本）

2007年
- シュガーバニーズ（脚本）
- ZOMBIE-LOAN（シリーズ構成・脚本）
- PRISM ARK（脚本）

2008年
- ウエルベールの物語 〜Sisters of Wellber〜 第二幕（脚本）
- 遊☆戯☆王5D's（シリーズ構成（1話 - 26話）・脚本）
- クリスタル ブレイズ（シリーズ構成・脚本）
- S・A〜スペシャル・エー〜（脚本）
- イナズマイレブン（2008年 - 2011年、シリーズ構成・脚本）

2009年
- バトルスピリッツ 少年激覇ダン（2009年 - 2010年、シリーズ構成・脚本）
- FAIRY TAIL（2009年 - 2019年、脚本）

2010年
- ポケモンレンジャー 光の軌跡（脚本）
- バトルスピリッツ ブレイヴ（2010年 - 2011年、シリーズ構成・脚本）
- ポケットモンスター ベストウイッシュ（2010年 - 2012年、シリーズ構成・脚本）

2011年
- ダンボール戦機（2011年 - 2012年、シリーズ構成・脚本）
- IS 〈インフィニット・ストラトス〉（脚本）
- イナズマイレブンGO（2011年 - 2012年、シリーズ構成・脚本）
- バトルスピリッツ 覇王（2011年 - 2012年、シリーズ構成・脚本）

2012年
- ダンボール戦機W（2012年 - 2013年、シリーズ構成・脚本）
- ZETMAN（シリーズ構成・脚本）
- イナズマイレブンGO クロノ・ストーン（2012年 - 2013年、シリーズ構成・脚本）
- ポケットモンスター ベストウイッシュ シーズン2/エピソードN/デコロラアドベンチャー（2012年 - 2013年、シリーズ構成・脚本）
- バトルスピリッツ ソードアイズ（2012年 - 2013年、シリーズ構成・脚本）

2013年
- 幕末義人伝 浪漫（脚本）
- ダンボール戦機WARS（シリーズ構成・脚本）
- 探検ドリランド -1000年の真宝-（2013年 - 2014年、シリーズ構成・脚本）
- イナズマイレブンGO ギャラクシー（2013年 - 2014年、シリーズ構成・脚本）
- 最強銀河 究極ゼロ 〜バトルスピリッツ〜（2013年 - 2014年、シリーズ構成・脚本）
- ポケットモンスター XY（2013年 - 2015年、シリーズ構成・脚本）

2014年
- ブレイドアンドソウル（シリーズ構成・脚本）
- 金田一少年の事件簿R（2014年 - 2015年、脚本）
- ヒーローバンク（2014年 - 2015年、シリーズ構成・脚本）
- トライブクルクル（2014年 - 2015年、シリーズ構成・脚本）

2015年
- 戦国無双（脚本）
- ONE PIECE（2015年 - 2025年、脚本）
- ブレイブビーツ（2015年 - 2016年、シリーズ構成・脚本）
- ポケットモンスター XY&Z（2015年 - 2016年、シリーズ構成・脚本）
- ONE PIECE 〜アドベンチャー オブ ネブランディア〜（脚本）

2016年
- 逆転裁判 〜その「真実」、異議あり!〜（2016年 - 2019年、シリーズ構成・脚本）
- ベイブレードバースト（2016年 - 2017年、脚本）
- ドラゴンボール超（2016年 - 2018年、脚本）
- ヘボット!（2016年 - 2017年、シリーズ構成・脚本）
- ポケットモンスター サン&ムーン（2016年 - 2019年、脚本）

2017年
- ベイブレードバースト ゴッド（2017年 - 2018年、脚本）
- 100%パスカル先生（脚本）
- アトム ザ・ビギニング（脚本）
- フューチャーカード バディファイトX（2017年 - 2018年、脚本）
- 18if（シリーズ構成・脚本）

2018年
- キャプテン翼（2018年 - 2019年、シリーズ構成・脚本）
- フューチャーカード バディファイトX オールスターファイト（脚本）

2019年
- MIX（シリーズ構成・脚本）
- BEM（シリーズ構成・脚本）

2020年
- ポケットモンスター（2020年 - 2022年、脚本）
- デジモンアドベンチャー:（2020年 - 2021年、シリーズ構成・脚本）
- もっと!まじめにふまじめ かいけつゾロリ（2020年 - 2022年、シリーズ構成・脚本）

2021年
- デジモンゴーストゲーム（脚本（第1話のみ））
- プラチナエンド（2021年 - 2022年、脚本）

2023年
- ポケットモンスター めざせポケモンマスター（シリーズコンストラクション・脚本）
- MIX MEISEI STORY 2ND SEASON 〜二度目の夏、空の向こうへ〜（シリーズ構成・脚本）
- 逃走中 グレートミッション（シリーズ構成協力（石橋大助と共同））
- キャプテン翼シーズン2 ジュニアユース編（2023年 - 2024年、シリーズ構成・脚本）

2024年
- FAIRY TAIL 100年クエスト（2024年 - 2025年、シリーズ構成・脚本）

2025年
- 戦隊レッド 異世界で冒険者になる（シリーズ構成・脚本）

### 劇場アニメ
2009年
- 宇宙戦艦ヤマト 復活篇（石原武龍、西崎義展との共同脚本）

2010年
- 劇場版イナズマイレブン 最強軍団オーガ襲来（脚本）

2011年
- 劇場版イナズマイレブンGO 究極の絆 グリフォン（構成協力）

2012年
- 劇場版イナズマイレブンGO vs ダンボール戦機W（構成協力）

2014年
- イナズマイレブン 超次元ドリームマッチ（脚本）
- ピカチュウ、これなんのカギ?（脚本）

2015年
- ポケモン・ザ・ムービーXY 光輪の超魔神 フーパ（脚本）

2016年
- ポケモン・ザ・ムービーXY&Z ボルケニオンと機巧のマギアナ（脚本）

2019年
- ONE PIECE STAMPEDE（大塚隆史との共同脚本）

2020年
- 劇場版BEM〜BECOME HUMAN〜（脚本）
- 劇場版ポケットモンスター ココ（矢嶋哲生との共同脚本）

2021年
- ジャーニー 太古アラビア半島での奇跡と戦いの物語（脚本）

2022年
- 映画かいけつゾロリ ラララ♪スターたんじょう（脚本）

### OVA
1997年
- ぶっとび!!CPU（脚本） - 15禁

1998年
- 誘惑COUNT DOWN 鏡（脚本） - 18禁
- ビ・ヨンド（脚本） - 18禁
- パワードール・プロジェクトα（脚本）

2004年
- グリーングリーン エロリューションズ（構成・脚本） - 18禁

2005年
- ストラトス・フォー アドヴァンス（脚本）

2008年
- 遊☆戯☆王5D's 進化する決闘! スターダストVSレッド・デーモンズ（脚本）

2012年
- FAIRY TAIL「妖精たちの合宿」（脚本） - 原作単行本第35巻特装版同梱OAD

2015年
- おでまし小魔神フーパ（脚本）

### Webアニメ
2016年
- ポケモンジェネレーションズ（脚本）

2018年
- スーパードラゴンボールヒーローズ プロモーションアニメ（2018年 - 2023年、脚本）

2019年
- ファイトリーグ ギア・ガジェット・ジェネレーターズ（シリーズ構成・脚本）
- バトルスピリッツ サーガブレイヴ（2019年 - 2020年、シリーズ構成・脚本）

2020年
- バトルスピリッツ 赫盟のガレット（2020年 - 2021年、シリーズ構成・脚本）

2021年
- バトルスピリッツ ミラージュ（2021年 - 2022年、シリーズ構成・脚本）

2022年
- ポケットモンスター 神とよばれし アルセウス（脚本）
- 風都探偵（脚本）

### テレビドラマ
- スマートモンスターズ（1998年、脚本）
- 陰陽師☆安倍晴明〜王都妖奇譚〜（2002年、シリーズ構成・脚本）
- ケータイ捜査官7（2008年 - 2009年、シリーズ構成・脚本）[26]
- 爆上戦隊ブンブンジャー（2024年 - 2025年、シリーズ構成・脚本）[27]

### 実写映画
- HE-LOW THE SECOND（2019年、脚本）
- 爆上戦隊ブンブンジャー 劇場BOON! プロミス・ザ・サーキット（2024年、脚本）[28]

### オリジナルビデオ
- 爆上戦隊ブンブンジャーVSキングオージャー（2025年、脚本）[29]

### ゲーム
- イナズマイレブン（2008年、シナリオ）
- FANTASIAN（2021年、シナリオ（坂口博信・波多野大と共同））

### 舞台
- 舞台版イナズマイレブン（2010年、脚本協力）
- SUPER SOUND THEATRE VINLAND SAGA  ヴィンランド・サガ〜英雄復活の章〜（2017年、脚本・演出）[30]
- ONE PIECE ドラマティックステージ THE METAL 〜追憶のマリンフォード〜（2018年、石橋大助との共同脚本）
- 爆上戦隊ブンブンジャー ファイナルライブ（2025年、脚本）

### その他
- 白い明日だ!ロケット団（1998年、脚本）
- ビックリマン2000 集中豪無編（2001年 - 2002年、脚本）
- 勇者宇宙 ソーグレーダー（2023年 - 2025年、原案協力）